# Єгор'євка (Сакмарський район)
Єго́р'євка (рос. Егорьевка) — село у складі Сакмарського району Оренбурзької області, Росія.

## Населення
Населення — 460 осіб (2010; 416 у 2002).
Національний склад (станом на 2002 рік):
- росіяни — 42 %
- казахи — 28 %